# Stăvaru, Olt
Stăvaru este un sat în comuna Urzica din județul Olt, Oltenia, România.
Numele Stăvaru provine de la cuvântul stavră care înseamnă un loc unde se adună caii sălbatici. Proveniența cuvântului nu este cunoscută. Satul a luat ființă pe la mijlocul secolului al XVIII-lea (1740-1750) ca o obște de țărani liberi cu loturi mici de pământ. La începutul secolului al XX-lea (1902-1907) s-au construit prima școală și biserica satului. Primii învățători au fost învățătorul Mihail Rădulescu (fondatorul școlii) si învățătorii Tudorin și Ion Costache. Învățătorul Mihail Rădulescu a fost și primul director al școlii din Stăvaru. Preotul satului era popa Celaru. Satul a cunoscut o dezvoltare continuă până la începutul anilor 1970 când odată cu industrializarea comunistă a început depopularea. Populația activă actuală a satului este în jur de 300 de persoane. Personalități marcante ale satului: dr. Petre Stroe, fost secretar de stat în guvernul Horia Sima, (1940-1941) și asistentul acad. Boris Cazacu.
STAVĂR = păzitor de cai la pășune; herghelegiu.
Prima atestare documentară apare în anul 1571, în timpul domnitorului Alexandru Mircea sub numele de USTAV.